# Cronotanatognose

Cronotanatognose (do grego, kronos = tempo, thanatos = morte e gnosis = conhecimento) é o capítulo da Tanatologia que estuda os meios de determinação do tempo transcorrido entre a morte e o exame necroscópico.
Vários fatores e sinais podem ser analisados para uma estimativa mais aproximada da hora do óbito, como aferição da temperatura hepática, análise da fauna cadavérica (se houver) e análise de sinais de morte, como os livores cadavéricos, midríase bilateral e o próprio enrijecimento do cadáver, que se instala no sentido crânio-caudal e desaparece no sentido contrário.